# Границы (род)
Фон Границ (нем. von Hranitz), известно несколько чешских родов благородного происхождения имеющих подобное имя. 
Штурм фон Границ (Sturm von Hranitz) – старинный чешский дворянский род, чей представитель Адам старший Штурм фон Границ получил 22 июня 1556 года герб. 
С подобным гербом род Богутских фон Границ (Bohutsky von Hranitz), основатель рода Йёнат Богутский (Janat Bohutsky), получил 21 июня 1614 года герб и девиз аналогичный роду Штурм фон Границ (Sturm von Hranitz), поскольку Ольдржих Штюрм фон Границ, отца его Яна Богутского, мещанина Пражского принял (адоптировал) в свой герб.  

## Наиболее известные представители
- Йёната фон Границ, прославился как выдающаяся личность в деле книгопечатанья. Родился в Гораждовицах (Horažďovici) и в 1586 году, рано покинув дом, ушёл в Прагу. Сначала работал в одной из известнейших типографий того времени в Праге у Даниела Адама фон Вельвеславина. После смерти Даниэля Адама в 1599 году повёл дела типографии самостоятельно. В 1599-1607 годах именем наследника Даниэля Адама фон Велеславина напечатал порядка 70 малых изданий. В большинстве своём речь шла о коротких произведениях на латыни.  В 1605 году женится, но его супруга скоро умирает, после совершеннолетия сына Адама Самуэля передаёт тому ведение дела и уход. Женится второй раз на  Альберте Черноу фон Брайтенберг, наследнице Нигриновой типографии, тем самым возобновив её работу после застоя. Вскоре Богутский овдовел и женился в 1616 году в третий раз. Типография работала до  1620 года когда он вынужден прекратить свою деятельность за свои антигабсбургские высказывания. В 1628 году эмигрирует в Саксонию, во Фрейбург.  В период своей самостоятельной деятельности напечатал свыше ста книг на латинском, чешском и немецком языках.

## Другие семьи
Помимо этих двух родов имеется несколько семейств, которые имели в своём имени Границ, но не имеют при этом отношения к вышеописываемому семейству.
Это род Шпендл фон Границ, (Spendl von Hranitz), происходит от Матфея Шпендла (Mathias Spendl von Hranitz) поднятому до дворянства 26 мая 1604 г. 
а также род одного из многочисленных польских семейств Малиновских, в Чехии и на Мораве были известны Малиновски вон Малинович (Malinovsky von Malinovic), Маленински фон Маленин (Maleninsky von Malenin), Малиновски фон Главачов Malinovsky von Hlavacov, и Малиновски фон Границ (Malinovsky z Hranic), у некоторых герб не известен и считается по польскому происхождению, что все они польского герба Побог.